# Tavaszi álganéjtúró
A tavaszi álganéjtúró (Trypocopris vernalis) a rovarok (Insecta) osztályának bogarak (Coleoptera) rendjébe, ezen belül a mindenevő bogarak (Polyphaga) alrendjébe és az álganajtúró-félék (Geotrupidae) családjába tartozó faj.
Tudományos (latin) neve második szavának (a faji jelzőnek) jelentése „tavaszi”. Ez a jelentés a legtöbb nyelv esetében tükörfordításként megjelenik a köznapi névben is, bár a bogár korántsem csak tavasszal látható.
2020-ban Az Év Rovara.

## Előfordulása
A tavaszi álganéjtúró csaknem egész Európában előfordul, kivéve Izlandot, a Skandináv-félsziget északi részét és az Ibériai-félsziget déli részét. Keleten megtalálható a Kaukázusban, Kis-Ázsiában és Iránban is.
Magyarországon a hegységekben és a dombvidékeken sokfelé megtalálható. A fátlan alföldi pusztaságokról hiányzik. Elsősorban a meleg, napsütötte élőhelyeket kedveli: zárt, kissé cserjésedő lösz-, mészkő- és dolomitgyepekben, karsztbokorerdőkben, melegkedvelő tölgyesekben, ligetes cseres-tölgyesekben bukkanhatunk rá, de a teljesen nyílt, kopár helyeket kerüli. Többnyire hiányzik a zárt lombkoronájú, hűvös és árnyas erdőkből, völgyaljakból és a hegyek magasabb régióiból; ilyen helyeken az erdei álganéjtúró veszi át a helyét, amellyel azért kismértékben átfedhet az élőhelye.

## Megjelenése
A tavaszi álganéjtúró némi gyakorlattal könnyen azonosítható rovar.
A kifejlett bogár (az imágó) testhossza 12–20 mm. A hímet és a nőstényt külsőleg szinte lehetetlen megkülönböztetni. Teste zömök, minden oldalról lekerekített, valamivel hosszabb, mint széles, erősen domború. Kültakarója fémesen fénylő kék, kékeszöld vagy zöld, néha csaknem fekete, vagy (főleg az Északi-tenger partvidékén) sötétlilás. A délebbi és alacsonyabb területeken a szín a zöld irányába tolódik el – Magyarországon a Balatontól dél felé egyre több a teljesen zöld egyed –, észak felé és magasabban a kék, majd a fekete szín dominál.

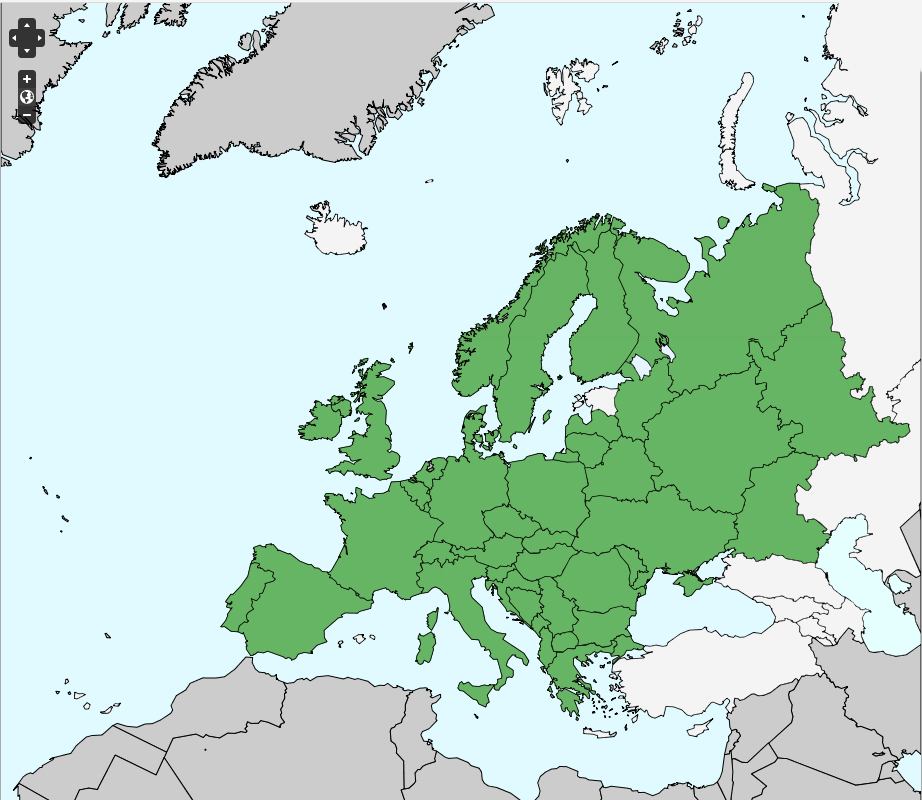
Trypocopris vernalis (Fauna Europaea) - elterjedési térkép.

Hátoldala teljesen csupasz, hasoldalán és lábain ritkás, közepesen hosszú, fekete serték meredeznek. Csápja 11-ízű, rövid, nem szélesebb, mint a feje szélessége; az ízek fényes feketék, kivéve a csápbunkót képező három utolsó ízt, melyek nagyon sűrű, rövid szőrzettel fedettek, ezért fénytelen barnák. Előtora felül ritkásan pontozott. Szárnyfedőin nincsenek barázdák, helyettük szabad szemmel alig látható pontsorok futnak. Lábai erősek, vaskosak; elülső lábszára ásásra módosult, széles, külső szegélye tompán fogazott; hátulsó lábszárán kívül két teljes harántléc látható.
Lárvája a lemezescsápú bogarakra általánosan jellemző pajor: teste fehéres színű, C alakúan görbült, utolsó potrohszelvénye zsákszerűen megnagyobbodott, és ha nem mozog, az oldalára fekszik. Más lemezescsápúak pajorjaitól csak szakember képes megkülönböztetni, de a mélyen a föld alatti tenyészkamrában fejlődő pajorokkal az átlagember sohasem találkozik.
Magyarországon a családnak 6 faja él: 5 a Geotrupinae alcsaládból, illetve a Lethrinae alcsalád egy faja, a nagyfejű csajkó (Lethrus apterus).
A tavaszi álganéjtúróhoz hasonló alkatú és méretű faj a hazai erdőkben az erdei álganéjtúró (Anoplotrupes stercorosus). Hátulsó lábszárán szintén két harántléc található. Hasonlóképpen nappal aktív, nem szigorúan trágyafogyasztó faj, de kültakarója, bár kékes árnyalatú, sohasem olyan fényes; szárnyfedőin pedig határozott, mély barázdák húzódnak.
A Geotrupinae alcsalád további három, nehezen elkülöníthető faja – a közönséges álganéjtúró (G. spiniger), a hegyi álganajtúró (G. stercorarius) és a változékony álganéjtúró (G. mutator) – sokkal nagyobb, alapvetően fekete színű, selyemfényű állat. Szárnyfedőik barázdásak, hátulsó lábszárukon három harántléccel. Kizárólagos trágyafogyasztók; éjszaka aktívak, nappal elvétve láthatók, így a természetjárók ritkán találkoznak velük.

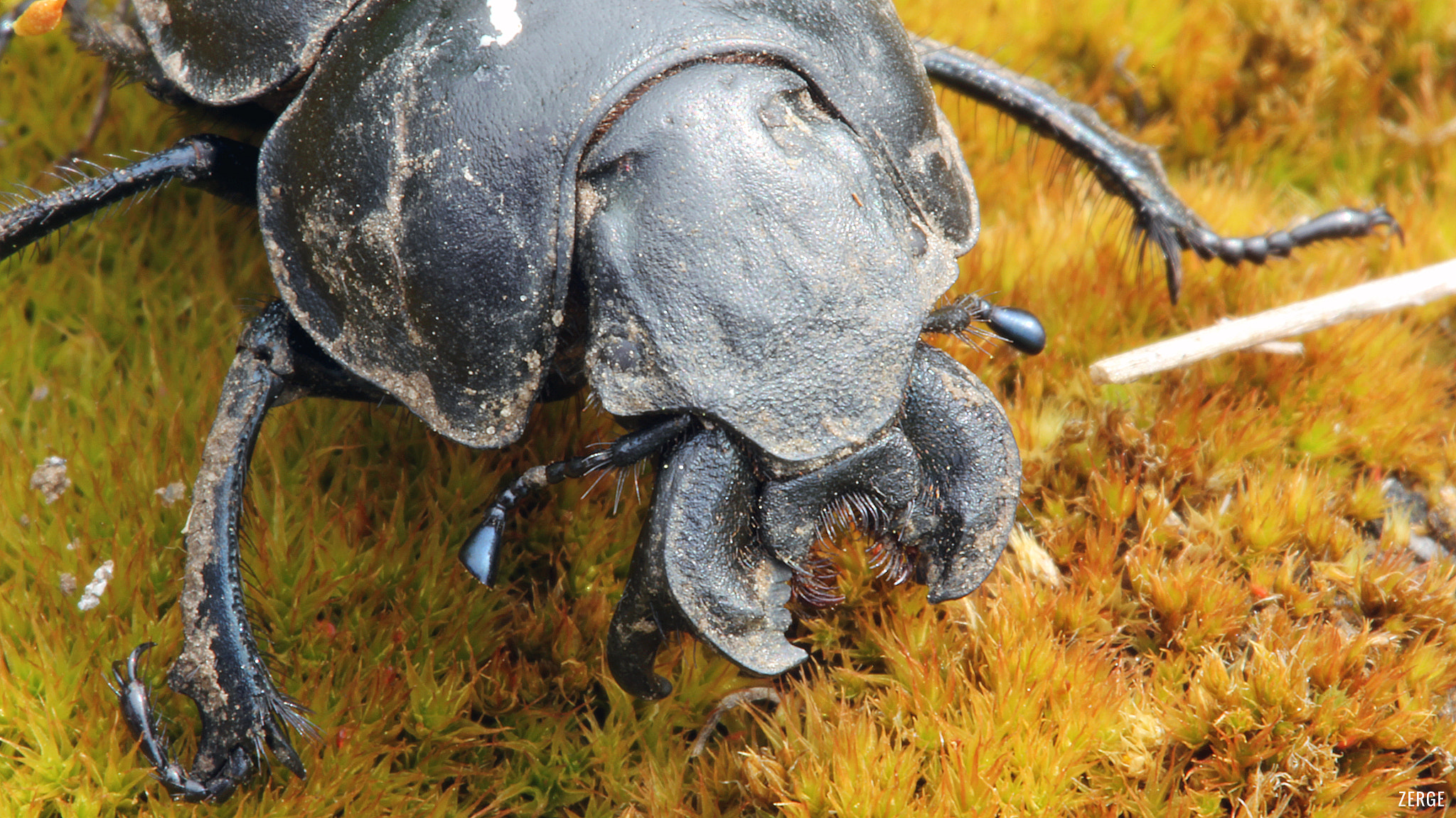
Nagyfejű csajkó

A hatodik hazai álganéjtúró, a röpképtelen nagyfejű csajkó (Lethrus apterus) pedig feltűnően nagy feje és előtora, fénytelen fekete színe, illetve a többi fajtól merőben eltérő viselkedése miatt nem téveszthető össze a tavaszi álganéjtúróval.

## Életmódja
Ugyan a tavaszi álganéjtúró szórványos egyedei már áprilisban feltűnnek, rajzáscsúcsa május-júniusra esik – ilyenkor jönnek elő a földből az új nemzedék tagjai, melyek azután őszig láthatók. (Az erdei álganéjtúró első rajzáscsúcsa valójában sokkal korábbi, mint a tavaszié. Nyáron újabb rajzáscsúcsa jelentkezik, mert az áttelelő imágókat később követik az új nemzedék tagjai.) A kifejlett bogarak nappal táplálékot és párt keresnek; párás, napos időben repülnek is, főleg a délután második felében. Hűvös napokon vagy hosszan tartó meleg, száraz időszakban a talajba ássák magukat.

### Táplálkozása
A tavaszi álganéjtúró leginkább a ló és a szarvasmarha ürülékét kedveli, de beéri bármilyen más patás trágyájával, vagy akár nyulak, ragadozók és az ember ürülékével. Megtalálható rothadó vagy erős szagú gombákon is, amilyen például a szemérmetlen szömörcsög (Phallus impudicus). Táplálkozhat hullott, erjedő gyümölccsel, bomló tömeges növényi maradvánnyal (vastag avarral, komposzttal). Dögöket is felkeres: egy lengyelországi, igazságügyi rovartani vizsgálat során a különböző erdőtípusokba kitett 18 sertéstetemen több, mint 20 ezer erdei álganéjtúrót, és több, mint 2500 tavaszi álganéjtúrót gyűjtöttek. A tetemek lebomlását tehát már pusztán nagy tömegük miatt is gyorsítják.

## Szaporodása, egyedfejlődése
A tavaszi álganéjtúrók augusztus-szeptemberben párba állnak, majd elkészítik a lárvák fejlődésére szolgáló helyet. Először a trágyakupac alatt vagy annak közelében 4 cm széles és 5 cm mély tölcsért ásnak. Innen több, 20 centiméteres vízszintes oldalfolyosót indítanak, melyeket trágyával töltenek meg. A pár egyik tagja hordja az anyagot a fészekbe, a másik elhelyezi az alagutakban; nem segítenek egymásnak, de a kétféle tevékenységet felváltva végzik. Amikor az oldaljáratok megteltek, a két bogár párosodik. Ezután talajjal elzárják a tölcsér bejáratát, és a tölcsér aljáról kezdve egyetlen, többször tíz (akár 50) cm mély függőleges járatot ásnak, mely 4–5 cm hosszú és 2 cm széles, ovális, simára tapasztott falú kamrában végződik.
Ekkor az oldaljáratokból lehordják a trágyát, és akkora labdát készítenek belőle, mely nem éri el a kamra falát. Ezután a nőstény egyetlen petét helyez a labdába, és csak ekkor töltik fel a kamrát, illetve a függőleges járatot talajjal. A felnőtt bogarak nem telelnek át; a munka befejeztével – legkésőbb az első fagyok idején – életük rövidesen véget ér.
A petéből egy hónap múlva kikel a lárva, és a tél folyamán, a biztonságosan fagymentes mélységben feléli a trágyagolyót. A következő év elején bebábozódik, hamarosan imágóvá alakul, majd a kültakarója kiszíneződése és megkeményedése után, tavasszal-nyár elején kiássa magát a felszínre. A tavaszi álganéjtúró egyedfejlődése tehát egy év alatt lezajlik.

## Természetvédelmi helyzete
Magyarországon a tavaszi álganéjtúró nem ritka. Élőhelyeinek jelentős része védett területekre esik, így nem is számít veszélyeztetettnek, ezért nem is szerepel a védett fajok között. Pontosabban: amíg természetes élőhelyeit sikerül megőrizni, addig maga is biztonságban van; sőt a hazai erdők túltartott vadállománya még talán hasznára is válik. Más kérdés, hogy ha a területhasználat változása vagy a helytelen gazdálkodás tönkreteszi a számára alkalmas erdőket és gyepeket, akkor ő sem marad fenn.
Nagy-Britanniában azonban a tavaszi ganéjtúró – bár nagy elterjedésű – az utóbbi évtizedekben erősen visszaszorult, és számos lelőhelyéről eltűnt. Hasonló a helyzet Svédországban is; Finnországban kipusztult. Lokális eltűnésének oka elsősorban az élőhelyeinek felszámolása (beépítése, művelésbe vonása, tönkretétele).